# Ucrania en el Festival de la Canción de Eurovisión 2023
Ucrania participará en el LXVII Festival de la Canción de Eurovisión, que se celebrará en Liverpool, Reino Unido del 9 al 13 de mayo de 2023, tras la imposibilidad de la propia Ucrania de acoger el concurso por la victoria de Kalush Orchestra con la canción «Stefania». La Natsionalna Suspilna Teleradiokompaniya Ukrayiny (UA:PBC), (Compañía Nacional de Radiodifusión Pública de Ucrania, en español) decidió mantener el formato de selección tradicional, organizando el «Natsionalnyi Vidbir» o informalmente «Vidbir» para elegir al representante ucraniano en Eurovisión.
Realizada en una sola gala, el «Vidbir 2023» dio como ganadores al duo TVORCHI con el tema electrónico «Heart Of Steel», compuesto por los miembros de la banda: Jimoh Augustus Kehinde y Andrii Hutsuliak.
En calidad de campeón defensor, Ucrania se encuentra clasificada directamente a la gran final junto a los miembros del Big Five. Durante las semanas previas al concurso, Ucrania es considerada una de las favoritas para ganar el festival, colocándose dentro de las cinco primeras posiciones de las casas de apuestas.

## Historia de Ucrania en el Festival
Ucrania es uno de los países de Europa del Este que se fueron uniendo al festival desde 1993 después de la disolución de la Unión Soviética. Ucrania comenzó a concursar en 2003, con el cantante Olexandr Ponomariov y la canción «Hasta la vista» finalizando en la 14.ª posición. Desde entonces el país ha concursado en 17 ocasiones, siendo uno de los países más exitosos del festival habiéndose posicionado en once ocasiones dentro del Top 10, incluyendo siete podios. Ucrania ha logrado vencer en tres ocasiones el festival: la primera, en su segunda participación en 2004, con la cantante Ruslana y el tema pop-folk «Wild Dances». La segunda vez sucedió en 2016 gracias a la canción sobre la deportación tártara durante la Segunda Guerra Mundial «1944» de Jamala. 
La tercera victoria de Ucrania fue precisamente en su participación anterior: en 2022, meses después de la Invasión rusa de Ucrania con el grupo Kalush Orchestra y el tema folk/rap «Stefania»; tras obtener un total de 631 puntos en la gran final: 439 puntos del televoto (1° y récord de puntos en la votación del público) y 192 del jurado profesional (4°).

## Representante para Eurovisión

### Elección de sede
Ucrania confirmó su participación en el Festival de la Canción de Eurovisión 2023 una vez obtuvieron la victoria en el concurso de 2022 y anunciaron sus intenciones de realizar el concurso de 2023 en territorio ucraniano. Según declaró Mykola Chernotytskyi, presidente de la Junta de la UA:PBC, las discusiones entre la televisora ucraniana y la UER iniciarían el viernes 20 de mayo de 2022. La victoria y el posible acogimiento del concurso tomó una gran fuerza dentro de las figuras políticas ucranianas quienes consideraban que «sin duda alguna, Ucrania debía ser sede del concurso».
El 17 de junio de 2022, la UER lanzó un comunicado en el cual confirmaba que Ucrania no sería la sede del festival de Eurovisión 2023 argumentando que «dadas las circunstancias actuales, las garantías de seguridad y operaciones requeridas a la televisora para acoger, organizar y producir el Festival de la Canción de Eurovisión bajo el reglamento del ESC, no pueden ser garantizadas en su totalidad por la UA:PBC». La UA:PBC mostró su desacuerdo con el anuncio y pidió más conversaciones para reconsiderar la decisión de la sede, revelando que habían sugerido como sedes tanto a la capital Kiev como la ciudad occidental de Leópolis y el óblast de Transcarpacia, estos últimos sin haber sufrido ataques sistemáticos desde el inicio de la invasión rusa en Ucrania.
El 23 de junio de 2022, la UER volvió a lanzar un comunicado en el cual reafirmaba la decisión basándose en el elevado riesgo de pérdidas humanas al declarar que: «Al menos 10.000 personas generalmente están acreditadas para trabajar en el festival, incluido el equipo, el personal y los periodistas. Se espera que otros 30.000 aficionados viajen al evento desde todo el mundo. Su bienestar es nuestra principal preocupación», y que: «en concordancia al cuestionario de seguridad de la UER, algunos riesgos que pudieran impactar la planeación inmediata de un evento tan grande incluye el "severo" riesgo de ataques aéreos, por aviones, misiles o drones que pueden causar significantes bajas fueron destacados por la evaluación ucraniana que se nos proporcionó». Así mismo, la UER declaró que la realización del festival en las zonas occidentales fronterizas a Hungría, Eslovaquia y Polonia «no cumplían con los requerimientos necesarios de infraestructura para el ESC».
Finalmente, el 25 de julio de 2022, a través de un comunicado, la UER anunció que oficialmente el Reino Unido, 2° lugar del Festival de la Canción de Eurovisión 2022, sería el país sede del festival de 2023 y permitiendo a la UA:PBC trabajar en conjunto a la BBC dentro de la producción del programa y poder desarrollar elementos ucranianos dentro de las tres galas del concurso, además de otorgarle su pase directo a Ucrania a la gran final como ganador defensor del concurso.

### Natsionalnyi Vidbir 2023
La Natsionalnyi Vidbir 2023 fue la 7.ª edición de la preselección ucraniana. El 17 de agosto de 2022, la UA:PBC confirmó la realización de la final nacional, abriendo el periodo de recepción de candidaturas ese mismo día hasta el 15 de octubre a través de un formulario en el sitio oficial de Eurovision de la UA:PBC. Dentro del reglamento publicado destacó la prohibición de la lengua rusa dentro de las canciones candidatas, así mismo la prohibición de años anteriores en consonancia a la legislación del país donde no pueden haber visitado Rusia o territorios como Crimea y las zonas del Dombás desde su ocupación en 2014. También se anunció que el productor musical Pianoboy se convertiría en el productor musical del Vidbir y que el público podría escoger a los miembros del jurado tanto de la final nacional como en Eurovisión a través de una votación en línea.

#### Formato
La competencia consistió en una sola final con una sola fase de votación: Los 10 participantes se sometieron a una votación a 50/50 entre un panel de tres jurados profesionales y el público. En esta votación, los tres jurados repartieron de 10 a 1 puntos a las 10 canciones según su orden de preferencia, dando 10 puntos a su tema favorito. Los votos de los tres jurados fue sumado y el participante más votado recibió 10 puntos, el segundo más votado recibió 9 puntos y así sucesivamente de 8 a 1 punto con los restantes participantes. El público también repartió de 10 a 1 punto según la clasificación por número de votos vía la app DIIA. Una vez sumadas ambas puntuaciones, el tema con mayor puntuación fue declarado ganador y representante de Ucrania en Eurovisión, teniendo preferencia en caso de un empate quien recibiera más puntos por el televoto.

##### Jurado
Tras la polémica suscitada en redes sociales, donde muchos ucranianos mostraron su disconformidad con los resultados del panel de jurados de su país tras no dar ningún punto a los representantes de Polonia y Lituania, llegando incluso a realizar comentarios de odio hacia Kateryna Pavlenko, portavoz de los votos del jurado ucraniano y quien no fue miembro del jurado, la UA:PBC anunció que el público podría seleccionar por medio de votación popular los jueces para el festival de Eurovisión y sus finales nacionales. El 31 de octubre de 2022, se abrió la votación a través de la app Diia con nueve candidatos, cerrándose el 7 de noviembre, habiéndose recibido un total de 505,536 votos. De las nueve opciones presentadas, los tres más votados recibirían el ofrecimiento para formar parte del jurado por la televisora ucraniana y en caso de alguna negativa, su reemplazo sería seleccionado entre los candidatos descartados en función de la votación. Los nueve candidatos fueron:
- Jamala – cantante, representante ucraniana y ganadora del Festival de la Canción de Eurovisión 2016.
- Kateryna Pavlenko – vocalista del grupo Go_A, ganadores del Vidbir 2020 y seleccionados para el festival cancelado de Eurovisión 2020 y representante de 2021.
- Kostyantyn Tomilchenko – productor creativo, director escénico por Ucrania en el Festival de la Canción de Eurovisión 2016, 2018 y 2021.
- Mykhailo Khoma – líder y fundador de Dzidzio.
- Taras Topolia – miembro del grupo Antytila.
- Tina Karol – cantante y representante ucraniana del Festival de la Canción de Eurovisión 2006.
- Valery Kharchyshyn – actor y productor de televisión, líder de Druha Rika.
- Julia Sanina – vocalista del grupo The Hardkiss, subcampeones del Vidbir 2016.
- Zlata Ognevich – cantante y representante ucraniana del Festival de la Canción de Eurovisión 2013.

Los candidatos seleccionados para formar parte del panel de jueces fueron: Taras Topolia con el 17.41%, Jamala con el 15.71% y Yulia Sanina con el 15.70%.

#### Candidaturas
La UA:PBC abrió un periodo de recepción de canciones entre el 17 de agosto y el 15 de octubre de 2022, habiéndose recibido 384 propuestas. El 27 de octubre de 2022 se revelaron los nombres de 36 candidatos preseleccionados de las 384 candidaturas, los cuales se presentaron a una serie de audiciones. El 17 de noviembre de 2022, se anunciaron las 10 canciones participantes a través de las redes sociales de la UA:PBC. El 1 de diciembre de 2022, las canciones fueron publicadas a través del canal oficial de YouTube de la cadena, a las 13:00 hora local y 12:00 CET.
| \| - 2Tone - Angelina - Dayton - Drevo - Elysees - Demchuk - Fiinka - Havkа - Jerry Heil \| - Iana Kovaleva - Kozak Siromaha - Krutь - Lilu45 - Lue Bason - Max Ptashnyk - Miia Ramari - Moisei - Olivan \| - Oohla - OY Sound System - Royalkit - Sasha - Sasha Fadeeva - Seréen - Sexnesc - Shy - Skylerr \| - Sowa - Tember Blanche - Tery - Тónka - Tsyferblat - TVORCHI - Victoria Niro - Vynohradova - Zetetics \| | |                                                                                                 | |
| - 2Tone - Angelina - Dayton - Drevo - Elysees - Demchuk - Fiinka - Havkа - Jerry Heil | - Iana Kovaleva - Kozak Siromaha - Krutь - Lilu45 - Lue Bason - Max Ptashnyk - Miia Ramari - Moisei - Olivan | - Oohla - OY Sound System - Royalkit - Sasha - Sasha Fadeeva - Seréen - Sexnesc - Shy - Skylerr | - Sowa - Tember Blanche - Tery - Тónka - Tsyferblat - TVORCHI - Victoria Niro - Vynohradova - Zetetics |

| Artista         | Canción (Traducción)                                    | Idioma            | Compositor(es)                                                                   |
| --------------- | ------------------------------------------------------- | ----------------- | -------------------------------------------------------------------------------- |
| 2TONE           | «Kvitka» (Квiтка) (Flor)                                | Ucraniano         | Mykola Havrysh, Oleksandr Dubina, Ihor Ivanovich, Anton Yemelyanov, Ivan Isaev   |
| Angelina        | «Stronger» (Más fuerte)                                 | Inglés            | Anderz Wrethov, Angelina Terennikova                                             |
| DEMCHUK         | «Alive» (Vivo)                                          | Inglés            | Vasyl Demchuk, Evgeniy Bardachenko, Tomash Lukach, Nazar Tumanik                 |
| FIINKA          | «Dovbush» (Довбуш) (Dovbush)                            | Ucraniano         | Iryna Vyhovanets                                                                 |
| Jerry Heil      | «When God Shut The Door» (Cuando Dios golpea la puerta) | Inglés, Ucraniano | Yana Shemaieva, Dimik Wheelson, Ivan Klymenko, Oleksandr Pryshliak, Stas Chorniy |
| KRUTь           | «Kolyskova» (Колискова) (Canción de cuna)               | Ucraniano         | Maryna Krut, Gerda Sonyash                                                       |
| Moisei          | «I'm Not Alone» (No estoy solo)                         | Inglés            | Moisei Bondarenko                                                                |
| Oy Sound System | «Oy, Tuzhu» (Ой, тужу) (Oh, anhelo)                     | Ucraniano         | Taras Halanevych, Viktoriia Rodko                                                |
| Tember Blanche  | «Ia Vdoma» (Я вдома) (Estoy en casa)                    | Ucraniano         | Oleksandra Hanapolska, Vladyslav Lahoda, Oleksandr Musevych                      |
| TVORCHI         | «Heart Of Steel» (Corazón de acero)                     | Inglés            | Jimoh Augustus Kehinde, Andrii Hutsuliak                                         |

#### Final
La final tuvo lugar el 17 de diciembre de 2022, en la estación del metro de Kyiv «Maidan Nezalezhnosti» siendo presentada por Timur Miroshnychenko, Zlata Ognevich y Kateryna Pavlenko. El orden de actuación se decidió por un sorteo el 1 de diciembre de 2022 durante una rueda de prensa, en el Media Center Ukraine de Kyiv. Tras la actuación de las diez canciones mientras se realizaban las votaciones por el público se emitió el documental «Kalush Orchestra, o como paramos el miedo y ganamos Eurovisión durante la guerra». Tras las votaciones, el duo nigeriano-ucraniano TVORCHI fue declarado ganador con 19 puntos, siendo la opción predilecta por el público y la segunda del jurado; mientras que la ganadora del jurado KRUTь finalizó en 2° lugar con 18 puntos.
| N.º | Artista         | Canción                  | Jurado | Televoto | Televoto   | Televoto | Lugar | Total |
| N.º | Artista         | Canción                  | Puntos | Votos    | Porcentaje | Puntos   | Lugar | Total |
| --- | --------------- | ------------------------ | ------ | -------- | ---------- | -------- | ----- | ----- |
| 1   | Moisei          | «I'm Not Alone»          | 1      | 5,393    | 3.23%      | 6        | 7     | 7     |
| 2   | Oy Sound System | «Oy, Tuzhu» (Ой, тужу)   | 5      | 2,496    | 1.49%      | 2        | 8     | 7     |
| 3   | DEMCHUK         | «Alive»                  | 7      | 3,936    | 2.36%      | 4        | 5     | 11    |
| 4   | Jerry Heil      | «When God Shut The Door» | 8      | 45,657   | 27.38%     | 9        | 3     | 17    |
| 5   | FIINKA          | «Dovbush» (Довбуш)       | 6      | 11,109   | 6.66%      | 7        | 4     | 13    |
| 6   | KRUTь           | «Kolyskova» (Колискова)  | 10     | 33,614   | 20.16%     | 8        | 2     | 18    |
| 7   | Tember Blanche  | «Ia Vdoma» (Я вдома)     | 2      | 3,411    | 2.05%      | 3        | 9     | 5     |
| 8   | Angelina        | «Stronger»               | 3      | 2,424    | 1.45%      | 1        | 10    | 4     |
| 9   | 2TONE           | «Kvitka» (Квiтка)        | 4      | 4,681    | 2.80%      | 5        | 6     | 9     |
| 10  | TVORCHI         | «Heart Of Steel»         | 9      | 54,041   | 32.41%     | 10       | 1     | 19    |

#### Controversias
Días después de la realización del Vidbir, la cantante KRUTь, segundo lugar de la competencia y primera perdedora, apeló ante la cadena el triunfo de TVORCHI, citando que durante su presentación en la preselección se llegó a escuchar un doble de la voz del vocalista en la pista pregrabada, así como el hecho que el tema fue distribuido por la compañía "Believe" que sigue activa en Rusia.
Sobre lo primero, la UA:PBC se asesoró con el productor musical del evento, Dmytro Shurov. Shurov consideró que una "producción adicional" pudo ser escuchada durante la presentación en vivo de TVORCHI, cuestión que aseguró "solo los profesionales (de la música) pueden notar" pero que dicho matiz no suponía una violación al reglamento del Vidbir, al considerar que este error técnico pudo ser debido a las circunstancias de realizar la final nacional en un refugio antibombas, con las dificultades de electricidad y falta de comunicación suscitados por la guerra.
Sobre el segundo punto, Believe es una compañía francesa con distribución en Europa y Asia, la cual distribuyó 5 de los 10 temas participantes, además de que otros tres concursantes habían trabajado hasta un tiempo antes con dicha compañía. Así mismo, la distribución de los temas no suponen una violación al reglamento del Vidbir. Por lo tanto, la apelación de KRUTь fue considerada sin efecto para una descalificación de TVORCHI. Finalmente el 28 de diciembre de 2022, se anunció de manera oficial la confirmación de TVORCHI como representantes ucranianos tras la firma del contrato con la cadena UA:PBC.

## En Eurovisión
Ucrania al ser el ganador defensor del año anterior, está clasificada automáticamente a la final del 13 de mayo, junto al país anfitrión, Reino Unido y el resto del Big Five: Alemania, España, Francia, Italia y el propio Reino Unido. El sorteo realizado el 31 de enero de 2023, determinó que el país, tendría que transmitir y votar en la segunda semifinal.
Los comentarios para Ucrania en televisión correrán por undécima ocasión en la historia a cargo de Timur Miroshnychenko, quien también proveerá los comentarios para la radio. La portavoz de la votación del jurado profesional ucraniano será la cantante y representante ucraniana en el Festival de Eurovisión 2013, Zlata Ognevich.

### Final
Tvorchi tomó parte de los primeros ensayos los días 4 y 6 de mayo y los ensayos generales con vestuario de la segunda semifinal los días 10 y 11 de mayo y de la final los días 12 y 13 de mayo. El ensayo general de la tarde del 12 fue tomado en cuenta por los jurados profesionales para emitir sus votos, que representaron el 50% de los puntos. Ucrania en calidad de coanfitrión y campeón defensor, sorteó su posición de presentación en la final. El sorteo estableció que Ucrania actuara en la posición 19. Una vez conocidos todos los finalistas, los productores del espectáculo decidieron el orden de actuación del resto de los finalistas, actuando el país por delante de Moldavia y por detrás de Noruega.